# Brønnøy
Brønnøy est une municipalité du comté de Nordland en Norvège. Elle appartient à la région Helgeland.

## Localités
- Hommelstø
- Lande (65° 16′ 00″ N, 12° 48′ 00″ E)
- Nevernes (65° 26′ 00″ N, 12° 36′ 00″ E)
- Nordfjellmarka
- Salhus (65° 30′ 00″ N, 12° 15′ 00″ E)
- Sausvatn (65° 20′ 00″ N, 12° 40′ 00″ E)
- Seterlandet (65° 24′ 00″ N, 12° 26′ 00″ E)
- Skomo (65° 29′ 00″ N, 12° 22′ 00″ E)
- Tofte (65° 28′ 00″ N, 12° 08′ 00″ E)
- Tosbotn (65° 20′ 00″ N, 12° 58′ 00″ E)
- Vassbygda
- Ytter-Torget